# Iniö (île)
Iniö est une île de l'archipel de Turku à Pargas en Finlande.

## Géographie
C'était l'île principale de la municipalité d'Iniö. 
La superficie de l'île est de 7,41 kilomètres carrés. 
Il y a deux villages sur l'île, Söderby et Norrby,.
L'île d'Iniö gère une école primaire, un jardin d'enfants, un centre de santé, une maison de retraite, une bibliothèque et le bureau municipal.
La population de l'île est concentrée dans la partie nord de Norrby et la partie sud de Söderby.
Sur la rive ouest d'Iniö se trouve l'embarcadère de Dalen et sur la rive nord se trouve le l'embarcadère de Skagen. 
Les zones plates de l'île ont été principalement converties en terres agricoles.
Le Kasberg, haut de 39,8 mètres, s'élève au dessus des falaises d'Iniö.
Le navire de liaison M/S Antonia mène à Houtskär, et le M/S Satava aux îles  voisines et à Brändö.
Iniö est relié aux îles voisines par les traversiers Keistö et Skagen.

## Histoire
Des découvertes des âges du bronze et du fer ont été faites dans l'île d'Inio. 
L'habitation permanente est arrivée sur l'île au plus tard avec les colons suédois au début du Moyen Âge.